# Orlando Piani
Orlando Piani (ur. 24 marca 1893 w Modiglianie, zm. 16 października 1975 w Orange w stanie New Jersey) – włoski kolarz torowy, brązowy medalista mistrzostw świata.

## Kariera
Największy sukces w karierze Orlando Piani osiągnął w 1930 roku, kiedy zdobył brązowy medal w sprincie indywidualnym zawodowców podczas mistrzostw świata w Brukseli. W zawodach tych wyprzedzili go jedynie Francuz Lucien Michard oraz Holender Piet Moeskops. Nigdy nie wystąpił na igrzyskach olimpijskich, ale w 1928 roku zajął trzecie miejsce w Grand Prix UCI. Na arenie krajowej zdobył jeden tytuł - w 1919 roku został mistrzem w sprincie indywidualnym zawodowców. Karierę zakończył w 1932 roku i osiedlił się w Stanach Zjednoczonych, gdzie też zmarł w 1975 roku.